# Raduša (Tutin)
Pour les articles homonymes, voir Raduša.
Raduša (en serbe cyrillique : Радуша) est un village de Serbie situé dans la municipalité de Tutin, district de Raška. Au recensement de 2011, il comptait 82 habitants.

## Démographie
| 1948 | 1953 | 1961 | 1971 | 1981 | 1991 | 2002 | 2011 |
| ---- | ---- | ---- | ---- | ---- | ---- | ---- | ---- |
| 134  | 149  | 153  | 138  | 147  | 134  | 90   | 82   |

|  |